# Lactobacillus sharpeae
Lactobacillus sharpeae è una specie di batterio appartenente alla famiglia delle Lactobacillaceae.